# NGC 3117
NGC 3117 في الفهرس العام الجديد، هي مجرة، تقع في كوكبة السدس. اكتشفت في 15 مارس 1877 بواسطة إدوارد ستيفان.

## روابط خارجية
- NGC 3117 على موقع ويكي سكاي: DSS2, SDSS, GALEX, IRAS, Hydrogen α, X-Ray, Astrophoto, Sky Map, Articles and images